# Schizachyrium sanguineum
Schizachyrium sanguineum là một loài thực vật có hoa trong họ Hòa thảo. Loài này được (Retz.) Alston miêu tả khoa học đầu tiên năm 1931.